# Xenobot

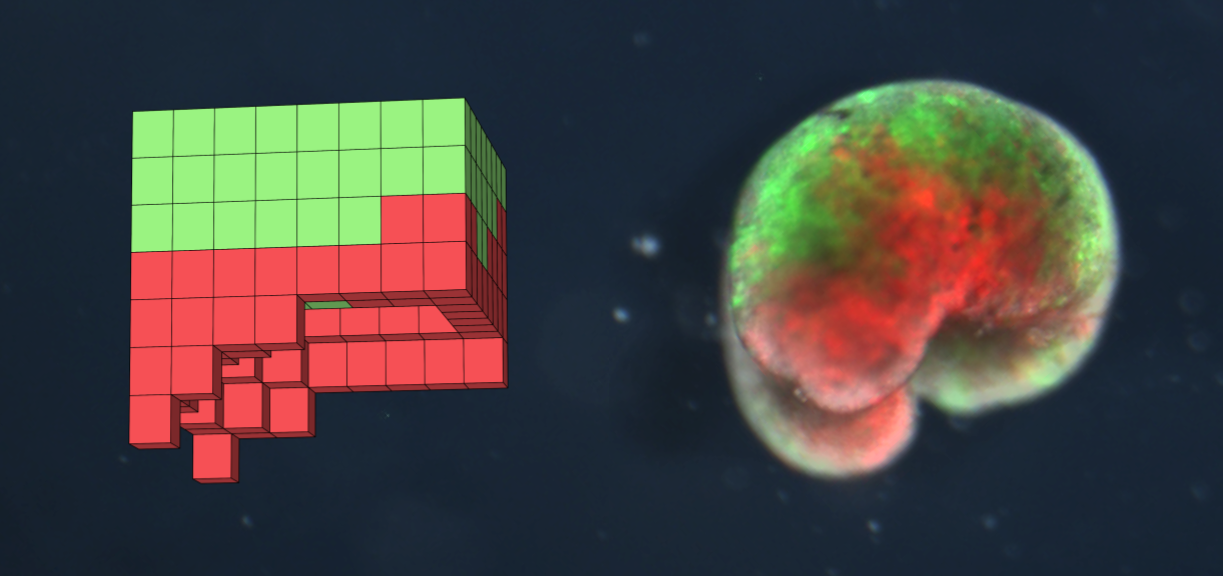
Xenobot in Simulation (links) und real (rechts), mit Hautzellen in grün und Herzmuskelzellen in rot

Xenobot (benannt nach dem Zellursprung aus dem afrikanischen Krallenfrosch Xenopus laevis) ist die Bezeichnung für einen biologischen Mikro-Roboter, der aus Zellen von Frosch-Embryos konstruiert wurde.

## Eigenschaften
Xenobots wurden erstmals als „programmierbare Organismen“ in einer Veröffentlichung in Proceedings of the National Academy of Sciences im Januar 2020 beschrieben. Nach Medienberichten sei damit „erstmals ein lebendes, programmierbares Wesen erschaffen“ worden. Die Zellen des Xenobots bestehen aus Haut- und Herzmuskelzellen und wurden aus embryonalen Stammzellen von X. laevis im Blastulastadium erzeugt. Durch die Kontraktion der Muskelzellen entsteht eine Fortbewegung, die abhängig von der Form des Xenobots einigermaßen gerichtet ist. Eine in X. laevis natürliche Ausbildung von Cilien wurde durch Mikroinjektion der mRNA der intrazellulären Proteindomäne von Notch in den Embryo unterdrückt. Ohne Versorgung mit Nährstoffen (nach der Wachstumsphase) überleben Xenobots in wässrigen Lösungen etwa eine Woche und können kleinere Verletzungen heilen. Als biologische Organismen sind Xenobots vollständig biologisch abbaubar.
Die winzigen Bioroboter können sich mittlerweile auch selbst vervielfältigen.

## Funktion
Die je nach Aufgabe „ideale Form“ sei durch eine Künstliche Intelligenz errechnet worden. Über einen evolutionären Algorithmus wird die für eine Aufgabe benötigte Form ermittelt. Der rund 0,7 Millimeter große Xenobot bewegt sich durch das ihn umgebende Medium und kann dabei kleinere Objekte verschieben.

## Verwendung
Xenobots werden verwendet, um die Zusammenarbeit von Zellen im Rahmen der Morphogenese zu untersuchen. Xenobots werden zudem verwendet, um mikroskopische Partikel in einer Zellkulturschale anzuhäufen. Mögliche Einsatzgebiete seien die Verteilung von Medikamenten im Körper oder die Beseitigung von Mikroplastik oder radioaktiven Abfällen. Durch den rein mechanischen Aufbau aus Haut und Muskel in dieser Konfiguration werden mögliche mechanische Aufgaben wie die Entfernung von arteriellen Plaques oder die Ortung von Krebszellen oder anderer Krankheitsherde vermutet. Zur Vermeidung einer Immunantwort gegen Xenobots von Patienten müssten die Zellen des Xenobots aus den Zellen des jeweiligen Patienten gewonnen werden. Durch Verwendung weiterer Zelltypen könnten zusätzliche nichtmechanische Aufgaben ausgeführt werden.